# Calytrix creswellii
Calytrix creswellii är en myrtenväxtart som först beskrevs av Ferdinand von Mueller, och fick sitt nu gällande namn av Benjamin Daydon Jackson. Calytrix creswellii ingår i släktet Calytrix och familjen myrtenväxter. Inga underarter finns listade i Catalogue of Life.